# Stazione di Savignano-Greci
La stazione di Savignano-Greci è una stazione ferroviaria posta lungo una tratta a binario unico della linea Napoli-Foggia. Gestita da RFI, fu costruita per servire i comuni di Savignano Irpino e Greci.
La stazione è ubicata nella valle del Cervaro a 474 m s.l.m. in prossimità dell'incrocio tra la strada statale 90 delle Puglie e l'ex strada statale 91 bis.

## Storia
Edificata nel 1868, già negli anni '20 del Novecento fu elettrificata mediante il sistema innovativo della trazione a corrente continua a 3000 volt, poi implementato su scala nazionale. Nella stazione, dotata di un proprio fabbricato viaggiatori, effettuavano fermata sette coppie giornaliere di treni passeggeri nel 1938, nove nel 1955 e otto nel 1973.
Il piazzale si compone di quattro binari, tre dei quali non più in uso. Vi erano anche quattro tronchini destinati allo scalo merci, che però venne chiuso sul finire del Novecento, mentre, quasi nello stesso periodo, la stazione veniva resa impresenziata. 
A partire dalla fine del 2010 nessun treno ferma più nella stazione. A breve distanza, sulla tratta che conduce alla stazione di valico di Pianerottolo d'Ariano lungo la direttrice per Napoli, è operativa una sottostazione elettrica raccordata in piena linea.